# Aéroport international de Kotoka
 (février 2023).
Pour les articles homonymes, voir ACC.
L’aéroport international de Kotoka (code IATA : ACC • code OACI : DGAA) est le principal aéroport du Ghana ; il dessert Accra, la capitale du pays. Il est géré par la société aéroportuaire Ghana Airports Company Limited et a accueilli, en 2019,   3 019 000 passagers.
L'aéroport international de Kotoka est le plus grand aéroport du Ghana.

## Situation
| Tamale Accra Kumasi Wa Sunyani Takoradi |

Pour des raisons techniques, il est temporairement impossible d'afficher le graphique qui aurait dû être présenté ici.

Voir la requête brute et les sources sur Wikidata.

### Compagnies aériennes et destinations
| Compagnies            | Destinations                                                                    |
| --------------------- | ------------------------------------------------------------------------------- |
| Africa World Airlines | Abuja-N. Azikiwe, Kumasi, Lagos-Murtala Muhammed, Takoradi/Sékondi (en), Tamale |
| Air Burkina           | Abidjan-F.-H.-Boigny, Ouagadougou                                               |
| Air Côte d'Ivoire     | Abidjan-F.-H.-Boigny                                                            |
| Air Peace             | Lagos-Murtala Muhammed, Monrovia-Roberts                                        |
| ASKY Airlines         | Banjul, Freetown-Lungi, Lomé-G. Eyadéma, Monrovia-Roberts                       |
| British Airways       | Londres-Gatwick, Londres-Heathrow                                               |
| Brussels Airlines     | Bruxelles-National                                                              |
| Delta Air Lines       | New York-John F. Kennedy                                                        |
| Egyptair              | Le Caire                                                                        |
| Emirates              | Abidjan-F.-H.-Boigny, Dubaï                                                     |
| Ethiopian Airlines    | Addis-Abeba Bole                                                                |
| Gianair               | Obuasi                                                                          |
| ITA Airways           | Rome Léonard-de-Vinci/Fiumicino                                                 |
| Kenya Airways         | Dakar-B. Diagne, Freetown-Lungi, Monrovia-Roberts, Nairobi-J. Kenyatta          |
| KLM                   | Amsterdam                                                                       |
| MEA                   | Beyrouth-Rafic Hariri                                                           |
| Passion Air           | Kumasi, Sunyani (en), Takoradi/Sékondi (en), La Malbaie, Wa (en)                |
| Qatar Airways         | Abidjan-F.-H.-Boigny, Doha-Hamad                                                |
| Royal Air Maroc       | Casablanca-Mohammed-V                                                           |
| RwandAir              | Kigali                                                                          |
| SBA Airlines          | Caracas-Maiquetía                                                               |
| South African Airways | Johannesbourg OR Tambo                                                          |
| TAAG Angola Airlines  | Luanda-Quatro de Fevereiro                                                      |
| TAP Air Portugal      | Lisbonne-H. Delgado, São Tomé                                                   |
| Turkish Airlines      | Istanbul                                                                        |
| United Airlines       | Washington-Dulles                                                               |

Edité le 10/08/2023